# Robards
Robards és una població dels Estats Units a l'estat de Kentucky. Segons el cens del 2000 tenia 564 habitants.

## Demografia
Segons el cens del 2000, Robards tenia 564 habitants, 214 habitatges, i 172 famílies. La densitat de població era de 70,9 habitants/km².
Dels 214 habitatges en un 34,6% hi vivien nens de menys de 18 anys, en un 70,6% hi vivien parelles casades, en un 7,5% dones solteres, i en un 19,2% no eren unitats familiars. En el 17,3% dels habitatges hi vivien persones soles el 7,5% de les quals corresponia a persones de 65 anys o més que vivien soles. El nombre mitjà de persones vivint en cada habitatge era de 2,64 i el nombre mitjà de persones que vivien en cada família era de 2,97.
Per edats la població es repartia de la següent manera: un 25,4% tenia menys de 18 anys, un 6,4% entre 18 i 24, un 29,8% entre 25 i 44, un 26,8% de 45 a 60 i un 11,7% 65 anys o més.
L'edat mediana era de 40 anys. Per cada 100 dones de 18 o més anys hi havia 102,4 homes.
La renda mediana per habitatge era de 42.019 $ i la renda mediana per família de 45.000 $. Els homes tenien una renda mediana de 36.538 $ mentre que les dones 21.324 $. La renda per capita de la població era de 18.706 $. Entorn del 4,5% de les famílies i el 5,2% de la població estaven per davall del llindar de pobresa.

## Poblacions més properes
El següent diagrama mostra les poblacions més properes.